# Bernd Sures
Bernd Sures (* 25. Januar 1967 in Datteln) ist Professor für Aquatische Ökologie an der Universität Duisburg-Essen. Seine Forschungsschwerpunkte bilden Ökotoxikologie sowie die Erforschung von Parasiten, speziell Fischparasiten, in aquatischen Ökosystemen.
Nach seinem Lehramtsstudium der Biologie und Chemie, dem er von 1988 bis 1993 an der Ruhruniversität Bochum nachging, promovierte er 1996 an der Universität Karlsruhe. Dort war er ab 2004 Hochschuldozent. Seit dem September 2006 ist er Professor an der Universität Duisburg-Essen.
Sures ist unter anderem Träger der  Karl-Asmund-Rudolphi-Medaille der Deutschen Gesellschaft für Parasitologie, die er für außerordentliche Leistungen auf dem Fachgebiet der Parasitologie erhielt.